# Open Audio License
Open Audio License, kurz OAL, ist eine Musikrechte-Lizenz der Electronic Frontier Foundation, die in sehr großem Umfang Nutzungs- und Verbreitungsrechte einräumt und die Verbreitung Freier Musik begünstigen soll. Die Lizenz ist in Englisch verfasst und orientiert sich am amerikanischen Recht. Es ist unklar, inwieweit die eingeräumten "performance rights" auch eine Verwendung zum Beispiel in Filmen zulassen.